# Yr Wyddfa
Yr Wyddfa, Snowdon – najwyższy szczyt w paśmie górskim Eryri (Snowdonia) i jednocześnie najwyższy szczyt Walii, położony w hrabstwie Gwynedd. Wznosi się na wysokość 1085 m n.p.m. Od 1951 góra objęta jest parkiem narodowym Eryri (Snowdonia).
Snowdon jest wyjątkowo atrakcyjnym punktem widokowym, choć często panują tu mgły.

## Nazwa
Nazwa oznacza "śnieżną górę", choć od roku 1994 ilość śniegu na szczycie zmniejszyła się o 55 procent. 

## Szlaki turystyczne
- Na szczyt można dostać się zębatą kolejką parową ze stacji Llanberis – największą atrakcją turystyczną regionu (wybudowaną w r. 1895)[1]. Długość linii – 7,5 km, czas wjazdu ok. 55 minut.
- Najpopularniejszy szlak turystyczny (nieznakowany) prowadzi z Llanberis łagodnym wzniesieniem, wzdłuż trasy kolejki. Czas wejścia – ok. 3 godzin.
- Trudny, lecz krajobrazowo urozmaicony szlak prowadzi z Pen-y-Pass na szczyt północną granią góry.